# Fort Dodge, Iowa
Fort Dodge, Iowa là một thành phố thủ phủ quận Webster trong bang Iowa, Hoa Kỳ. Theo điều tra dân số Hoa Kỳ năm 2010, thành phố có dân số 25.206 người. 
Fort Dodge nằm dọc theo sông Des Moines. Fort Dodge có khởi đầu từ năm 1850 khi binh lính từ quân đội Hoa Kỳ xây dựng một pháo đài ở ngã ba của sông Des Moines và Creek Lizard. Nó được đặt tên sau Henry Dodge, một thượng nghị sĩ Mỹ từ bang Wisconsin.
Pháo đài bị bỏ hoang vào năm 1853 và năm tiếp theo của William Willams, một thủ kho dân sự ở Fort Dodge, mua đất và các tòa nhà của pháo đài cũ. Thị trấn Fort Dodge được thành lập vào năm 1869. Theo Cục Điều tra Dân số Hoa Kỳ, thành phố có tổng diện tích 14,8 dặm vuông (38 km²), trong đó, 14,6 dặm vuông (38 km²) của nó là đất và 0,3 dặm vuông (0,78 km²) của nó (1,89%) là nước.